# مارک ئی. کوری
مارک ئی. کوری (Mark E. Curry) (متولد ۱۳ فوریه ۱۹۶۸)، تاجر اهل ایالات متحده است. کوری چندین شرکت وام روزپرداخت و همچنین یک شرکت سرمایه‌گذاری خصوصی را بنیان‌گذاری یا اداره نموده‌است. او بنیان‌گذار «گروه مک‌فارلین» و «SOL پارتنرز» بوده و همچنین شرکت «اگزکیوتیو پراید» که یک شبکه حمایتی دگرباشان جنسی برای مدیران اجرائی شرکت‌ها می‌باشد، را بنیان‌گذاری نموده است.
شرکت‌های روزپرداخت کوری به علت به‌کارگیری روش‌های وام غارت‌گرانه، از طرف برخی نهادهای تنظیم کننده دولتی تحریم شده‌است. در ۲۰۲۱ میلادی، شرکت امریکن وب لونز وی یک دعوای حقوقی گروهی وام غارت‌گرانه را با پرداخت ۱۸۲ میلیون دلار تسویه نمود.

## اوایل زندگی
کوری در تونگانوکسی، کانزاس متولد شد و والدین وی معلم مدرسه و منشی خط آهن بودند. او مدرک لیسانس خود را در ۱۹۹۱ میلادی در رشته بازاریابی از دانشگاه راکهرست و مدرک مدیریت ارشد کسب‌وکار (MBA) خود را در ۱۹۹۳ میلادی از دانشگاه بیکر کسب کرد.

## حرفه
کوری شرکت‌های جینیوا روث وینچرز و جینیوا روث کاپیتال را تأسیس نمود که در همکاری با بانک‌ها در یوتا و از طریق وبسایت LoanPointUSA، اغلب با نرخ بهره بلند، وام‌های روزپرداخت پیشکش می‌کرد. وبسایت‌های وام روزپرداخت کوری توسط ادارات تنظیم‌کننده از سال ۲۰۰۷ به بعد تحت تحریم قرار گرفته و الی ۲۰۱۴ میلادی این وبسایت‌ها حداقل در شش ایالت شامل آرکانزا، کالیفرنیا، کنکتیکوت، ایندیانا، ارگان و واشینگتن از انجام کسب‌وکار ممنوع شدند. این شرکت همچنین برای اعمال نرخ بهره بسیار بلند از آنچه در قانون اساسی ایالات آرکانزا مجاز است، مبلغ ۶۰٬۰۰۰ دلار به دادستان کل آرکانزا غرامت پرداخته و همچنین مبلغ ۲۳۳٬۰۰۰ دلار را برای تسویه حسابی رد مونتانا پرداخت نمود.
کوری یک شرکت سرمایه‌گذاری خصوصی، گروه مک‌فارلین، را در کانزاس بنیان‌گذاری نموده و مجوز ارایه وام‌های آنلاین را از یوتا دریافت کرد، شرکتی که با سقف نرخ بهره سازگاری ندارد. این شرکت توسط صندوق پوششی ریسک، میلی اوپرچونتی ۲ فند، مقیم نیویورک پشتیبانی می‌گردید. در فوریه ۲۰۱۰، گروه مک‌فارلین با شرکت امریکن وب لونز که توسط قبیله هندی‌های اتو-میسوری در اکلاهما مدیریت می‌گردید، شراکتی را آغاز نمود تا خدمات وام آنلاین با بهره بلند فراهم نمایند. این شرکت از نرخ بلند بهره خود با این ادعا دفاع نمود که این نرخ بهره در مقابل قوانین رباخواری ایالت به‌خاطر وضعیت قدرت عالیه قبیله، مصونیت می‌دهد، استدلالی که پس از فرستادن نامهٔ توقف و انصراف به شرکت توسط دادستان کل نیویورک، از سوی دادگاه استیناف حوزه دوم ایالات متحده آمریکا رد گردید.
تا ۲۰۱۴ میلادی، امریکن وب لونز به یکی از بزرگ‌ترین وام دهندگان روزپرداخت در ایالات متحده مبدل شده و نرخ بهره سالانه معمول آن در وام‌های که فراهم می‌کرد به حدود ۷۰۰ درصد می‌رسید. بنابر گزارش گروه سرمایه‌گذاری میدلمارچ پارتنرز که دعوای حقوقی علیه کوری باز کرد، گروه مک‌فارلین به‌طور سالانه بیش از ۱۰۰ میلیون دلار از درآمد امریکن وب لونز به‌دست می‌آورد. قبیله بر مبنای یک توافق سبدِ وام که با کوری داشت تنها حدود یک درصد از آن درآمد را دریافت می‌کرد، با این حال رئیس قبیله جان شوتون گفت که این شرکت یک دارایی مالی مهمی برای قبیله بود. کوری گفته‌است که او مشاور امریکن وب لونز بوده و شرکت او تنها خدمات مشتریان و خدمات مالی را فراهم می‌کرد. کوری بعداً شهادت داد که شرکت‌های او بیشتر عملیات‌های تجاری از جمله خدمات تهیه سرنخ، طی مراحل وام، انتقالات پول و گردآوری را انجام می‌داد. کوری همچنین شهادت داد که در میان سال‌های ۲۰۱۰ تا سپتامبر ۲۰۱۶، گروه مک‌فارلین حدود ۱۱۰ میلیون دلار درآمد داشت، در حالیکه قبیله ۸ میلیون دلار دریافت کرد. در اکتبر ۲۰۱۶، قبیله اتو-میسوری اعلام نمود که شرکت گروه مک‌فارلین را با پرداخت ۲۰۰ میلوین دلار و اخذ وام از کوری و شرکت وی SOL پارتنرز، خریداری نموده‌است. پس از خریداری شرکت، این قبیله ۳٫۶ درصد کل درآمد را به‌دست می‌آورد.
در ۲۰۱۹ میلادی، در واکنش به یک دعوای حقوقی گروهی که امریکن وب لون را متهم به وام غارت‌گرانه غیرقانونی می‌کرد، قاضی فدرال ویرجینیا هنری کوک مورگان جونیور حکم داد که قبیله نمی‌تواند ادعای مصونیت حاکمیت در رابطه با این شرکت داشته باشد، چون این شرکت هنوز هم در واقع توسط کوری کنترل می‌گردد. این شرکت در ماه آوریل ۲۰۲۰ توافق نمود تا دعوای حقوقی را با پرداخت ۱۴۱ میلیون دلار، شامل ۶۵ میلیون دلار پول نقد و ۷۶ میلیون دلار لغو وام‌ها، تسویه نماید. به عنوان بخشی از تسویه دعوای حقوقی، کوری توافق نمود تا تمامی وظایف مدیریتی و عملیاتی خود در امریکن وب لون را متوقف نماید.
کوری رئیس و مدیر ارشد اجرائی SOL پارتنرز است، شرکتی که در ۲۰۱۲ میلادی بنیان‌گذاری شده و فراهم‌کننده خدمات مشتریان به زبان اسپانیایی برای وام‌دهندگان روزپرداخت است. SOl پارتنز در راستای وظایف کلیدی وام‌دهی امریکن وب لون همکاری نمود.
در دسامبر ۲۰۱۶، کوری روزنامه مستقر در پورتوریکو، نوتیسیل، را خریداری نمود.

## انسان‌دوستی
مارک کوری بنیان‌گذار ایگزیکوتیو پراید است، شبکهٔ از مدیران ارشد اجرایی که از حقوق دگرباشان جنسی حمایت می‌نماید. کوری در یک پُست وبلاگی در هافینگتن پست، اظهار داشت که تجربه وی هنگام ظاهر شدن به عنوان یک هم‌جنسگرا در ۲۰۰۹ میلادی، چگونه تجارب وی را به عنوان یک مالک کسب‌وکار و مدیر شکل داد، او بیان کرد که «این یک امر ضروری است تا مدیران ارشد و مالکان کسب‌وکار، به‌ویژه آن‌های که بخشی از اجتماع دگرباشان جنسی هستند، وجداناً یک محیط مناسب دگرباشان جنسی را در آمریکای صنعتی ایجاد نمایند». پس از تیراندازی باشگاه شبانه اورلندو، شرکت ایگزیکوتیو پراید ۳۰٬۰۰۰ دلار را به هدف حمایت از قربانیان تیراندازی پلیس، به صندوق گوفندمی (GoFundMe) اهدا نمود.
کوری بنیاد خانواده مارک ائی. کوری را در ۲۰۱۵ میلادی بنیان‌گذاری نمود، بنیادی که سالانه یک جشنواره گردآوری اعانه «کلاب کوری» را برای دریافت کنندگان منتخب، میزبانی می‌نماید؛ اعانه‌گردآوری شده در جشنواره ۲۰۱۶ این بنیاد به بنیاد کودکان سان جرج در پورتوریکو داده شد.